# Свирино (Новоспаський район)
Свирино (рос. Свирино) — село в Новоспаському районі Ульяновської області Російської Федерації.
Населення становить 119 осіб. Входить до складу муніципального утворення Садовське сільське поселення.

## Історія
Від 2004 року входить до складу муніципального утворення Садовське сільське поселення.

## Населення
| 2010 |
| ---- |
| 119  |